# Dual Dream
Dual Dream（デュアルドリーム）は、小島健二（こじまけんじ）と小池道昭（こいけみちあき）の二人のシンガーソングライターによるユニット。
インディーズ活動を経て、現在は活動休止中。

## メンバー
小島 健二（こじま けんじ、1960年5月2日生まれ、AB型）
- ヴォーカル&ギター担当。大阪府八尾市出身。愛称は「コジケン」(KOJIKEN)であり、同名義で作詞作曲活動もしている。 FLIP-FLAPの音楽プロデューサーとしても活動。また元アニマル梯団のコアラがリーダーを務めるバンド「江戸フィッシュ」のメンバーでもあった。Coalaプロモーション株式会社（メンバーだったコアラが代表取締役を務めている）所属。

小池 道昭（こいけ みちあき、1961年8月10日生まれ、B型）
- ヴォーカル&キーボード担当。新潟県村上市（旧岩船郡荒川町）出身。1994年1月加入。音楽学校の講師も務めている。

### 旧メンバー
西山 誠(にしやま まこと、1960年8月24日生まれ)
- ギター担当。大阪府出身。1993年9月11日まで在籍。現在は他アーティストのレコーディングなどに参加。

## 略歴
Dual(二つ重なる)とDream(夢)、「二人の夢を重ね合わせる」ことからユニット名が名付けられる。
1987年に大阪で結成され、翌1988年にはレコード会社の主催するオーディションで最優秀賞を獲得。1990年にシングル「Be My True Love 〜もっと愛したいから〜」でメジャーデビュー。代表曲は「Winter Kiss」、「Let's Go」、「I Say Hello」など。
1991年から1993年頃までFM東京系「KANの45RPM」内の映画音楽等を紹介するミニコーナーを担当。後に、時間はそのままでバンドの活動について話したり、リスナーからの手紙を紹介するコーナーへ変わるが、1993年の番組終了まで同コーナーは続いた。
デビュー20周年を迎えた2010年以降、小島健二オフィシャルホームページが閉鎖され、Dual Dreamとしての活動も休止している。2014年1月18日に放送された『関ジャニの仕分け∞』で2人揃って出演した。

## ディスコグラフィー

### 参加作品
| 発売日         | タイトル                                                                  | 規格品番     | 収録曲                                                |
| -------------- | ------------------------------------------------------------------------- | ------------ | ----------------------------------------------------- |
| 1995年11月22日 | 森口博子「Best of My Life～Single Selection」                             | KICS-513     | 2.Let's Go                                            |
| 1996年6月26日  | ど根性ヒッツ(7)                                                           | PSCR-5503    | 『雨に激しく』収録                                    |
| 1996年8月7日   | Our Blue Planets                                                          | PHCL-5027    | 『Winter Kiss』収録                                   |
| 1996年10月2日  | 雨のち晴れ                                                                | KTCR-1390    | 『雨に激しく』                                        |
| 2006年11月8日  | Fantastic CHRISTMAS                                                       | MHCL-945/6   | 『Winter Kiss』収録                                   |
| 2006年11月8日  | ふくろう「Starting Over～ひとりじゃないから～」                           | CRCP-561     | 『Starting Over～ひとりじゃないから～』(作詞作曲)収録 |
| 2009年12月16日 | 財津和夫の曲たちII ～たくさんのアーティストへの提供曲集～                 | VICL-63504   | 『I Say Hello』収録                                   |
| 2010年11月17日 | 冬キブン                                                                  | MHCL-1817/8  | 『Winter Kiss』収録                                   |
| 2012年10月31日 | 朝ドラ50years～NHK 連続テレビ小説 放送開始50周年 テーマ音楽集～ 1961-2002 | TOCT-28056/7 | 『I Say Hello』収録                                   |
| 2013年11月13日 | エンドレス・クリスマス～ベスト・オブ・ウィンター・ラブ・ソングス～        | MHCL-2370/2  | 『Winter Kiss』収録                                   |
|                | Fairy's Voice 3                                                           |              | 『Don't Cry』『そのままの君でいて』収録               |

## 出演
- 1988年

UKプロジェクト 第一回「ザ・オーディション」最優秀賞獲得
- 1990年

11月26日 深川座アコースティックライブ with 白井貴子
- 1992年

2月6日 深川座アコースティックライブ with ばんばひろふみ
7月1日 深川座アコースティックライブ
7月29日 TBS 赤坂LIVE
9月9日 渋谷エッグマンライブ
10月〜11月 学園祭
10月24日 神奈川歯科大学
10月31日 北陸大学
11月3日 神奈川大学
11月8日 和洋女子大学
12月24日 深川座アコースティックライブ
- 1993年

3月 「Take Me Hands」Tour Part1
3月18日 名古屋HeartLand STUDIO
3月19日 大阪WO'HOL
3月26日 渋谷エッグマン
3月30日 ソングライター・ルネッサンス・ホール 大阪IMPホール
3月31日 札幌メッセホール
7月〜9月 「Mini Live Act.2」
7月26日 金沢香林坊109ホール
8月21日 熊本イエロースタジオ
8月22日 福岡イズムホール
8月27日 神戸元町ヤマハホール
8月29日 京都ビーバー新京極ホール
9月4日 広島カワイホール
9月5日 三重村林ホール
9月11日 東京銀座山野楽器ホール - この日をもって西山誠が脱退
10月24日 北海道栄養短期大学 学園祭
- 1994年

1月 小池道昭 加入
3月26日 東京銀座山野楽器ホールライブ
11月 Mini Live 「逢いにおいでよ DualDream WinterKiss Alive!!」
11月19日 名古屋カワイショップホール
11月25日 大阪心斎橋ミヤコMキューブ
11月30日 東京銀座山野楽器JamSpot
- 1995年

1月 「DualDream WinterKiss Tour」
1月20日 名古屋ボトムライン
1月21日 大阪WO'HOL
1月30日 渋谷ON AIR WEST
3月〜4月 アルバム「HOLIDAY」発売記念トークライブ 札幌、東京、大阪、名古屋
6月 DualDream Live'95「HOLIDAY TIME」
6月10日 名古屋ボトムライン
6月11日 大阪WO'HOL
6月17日 渋谷ON AIR WEST
9月〜11月 学園祭
10月14日 中国短期大学
10月28日 富士フェニックス短期大学
10月29日 甲南女子大学
11月1日 長野大学
11月5日 新潟大学
11月23日 同志社女子大学
12月1日 「Act Against Aids'95」 名古屋ダイアモンドホール
- 1996年

4月 DualDream Live'96「BOY'S SIDE SHOW」
4月20日 大阪コークステップホール
4月26日 名古屋ダイアモンドホール
4月28日 東京赤坂BLITZ
7月28日 岡山ヒルゼン高原 with 鈴木彩子、高橋克典
8月3日 トヨタカバハウスホール with カズン
8月14日 長野イナスキーリゾートイベント with STARDUST REVUE、加藤紀子
9月5日 新潟骨髄バンクイベント
9月〜11月 学園祭
9月31日 茨城キリスト教短期大学
11月3日 淑徳大学
11月9日 東京工芸大学
11月23日 岐阜経済大学
- 1997年

3月29日 東京都イベント 両国国技館
8月1日 フェスタ静岡
8月3日 富士急コニファーフォレスト
8月30日 新潟県荒川町総合運動公園イベント
12月2日 大宮市民会館エイズフォーラム
12月17日 東放学園学園祭 日本青年会館
- 1998年〜2005年

都内を中心にライブ(音楽)活動
- 2006年

2月 ハッピハッピー。のお騒がせミュージックチャンネル[インターネットラジオ]
2月18日 新宿RUIDO 4
3月 ハッピハッピー。のお騒がせミュージックチャンネル[インターネットラジオ]
3月22日 THE LIVE STATION
4月 ハッピハッピー。のお騒がせミュージックチャンネル[インターネットラジオ]
4月21日 渋谷 club ASIA
4月24日 THE LIVE STATION[アルバム「AWAKENINGS」発売記念ライブ]
5月 ハッピハッピー。のお騒がせミュージックチャンネル[インターネットラジオ]
5月29日 THE LIVE STATION
6月 ハッピハッピー。のお騒がせミュージックチャンネル[インターネットラジオ]
7月29日 THE LIVE STATION
8月21日 THE LIVE STATION
8月25日 ケンウッドスクエア丸の内
9月16日 渋谷カブト
9月29日 原宿アストロホール
10月13日 ポレポレライブ in 新宿ワシントンホテル
11月3日 『森のお店屋さん』［神奈川県逗子市 イベント出演］
11月3日 『Daily Zushi-Hayama』 湘南ビーチFM
11月23日 イオン津田沼ショッピングセンター イベント出演
11月27日 THE LIVE STATION
- 2007年

2月22日 『Bijoux Night Party』/ DINING IN GINZA GARDEN イベント出演
3月25日 『ガウディナイト3』/ 渋谷DUO
6月25日 赤坂MOVE
7月14日 渋谷KABUTO
9月21日 赤坂MOVE
12月23日 赤坂MOVE
- 2008年

3月1日 赤坂MOVE
5月4日 赤坂MOVE
7月5日 赤坂MOVE
9月20日 赤坂MOVE
12月21日 赤坂MOVE
- 2009年

3月28日 赤坂MOVE
5月30日 Vorpal Bunny (東京蒲田)
6月17日 L@NAWAY / 渋谷 O-EAST
7月11日 Vorpal Bunny (東京蒲田)
10月3日 赤坂MOVE
12月26日 赤坂MOVE

## 楽曲提供アーティスト
- DIAMOND☆YUKAI、荻野目洋子、松田樹利亜、大沢逸美、沢田研二、久松史奈、FLIP-FLAP、國府田マリ子、金月真美、野田順子、ふくろう、花園直道 with華舞斗、他多数

## バッキングヴォーカル参加アーティスト
- DIAMOND☆YUKAI、吉川晃司、沢田研二、FLIP-FLAP